# Girassol de Iracema
Girassol de Iracema é uma escola de samba de Fortaleza, Ceará, que participa do Carnaval oficial da cidade.
Em 2010, foi a quarta agremiação (primeira escola de samba) a desfilar na terça-feira, durante o Carnaval oficial da cidade. Seu enredo, foi uma homenagem à índia Iracema, que lhe dá nome, descrita no romance de José de Alencar. A letra do samba foi desenvolvida pelos compositores Descartes Gadelha e Inês Mapurunga.
Em 2011 a Girassol de Iracema foi a segunda escola de samba a desfilar na Domingos Olímpio, a agremiação divertiu todo o público ali presente com o enredo "Ceará terra da Molecagem".
Em 2018 a escola troca de presidente, Assim fazendo um desfile majestoso em 2019 sobre a "Favela".
Em 2020 a escola é assumida pelo Carlinhos, Que fez um desfile de arrepiar, fazendo uma pergunta " Do que Você tem Medo?".